# Coremacera
Coremacera (лат.) — род двукрылых из семейства тенниц.

## Внешнее строение
Длина тела 6-10 мм. Вершина третьего членика усиков покрыта щетинками. Лобная полоска широкая и блестящая. Усиковая ямка блестящая, хорошо выражена. На орбитах вокруг глаз расположены по две щетинки. Вокруг передних орбитальных щетинок имеется большое бархатистое пятно, иногда достигающее задних орбитальных щетинок. Переднегрудной стернит, мезоплевры и птероплевры голые. Крылья затемнённые с сетчатыми рисунком На вершине задних голеней одна щетинка. Ноги желтовато-бурые или чёрные. Яйца удлинённые и слегка изогнутые, коричневые, длиной 0,52 мм, шириной 0,22 мм. Поверхность яйца ребристая.

## Биология
Самка откладывает яйца на тело наземных раковинных моллюсков. Личинки паразиты и хищники моллюсков семейств Eulotidae, Helicidae, Cochlicopidae и Endotondidae. В год развивается одно поколение. Зимуют на стадии личинки или куколки. Встречаются на лугах и пастбищах.

## Классификация и распространение
Род включает 12 видов встречающихся в Палеарктике.
- Coremacera amoena (Loew, 1853) — Италия, Турция, Израиль, Иран.
- Coremacera bivittata (Macquart, 1835) — Сицилия
- Coremacera catenata (Loew, 1847) — Франция, Италия, Германия, Польша, Чехия, Словакия, Албания, Сербия, Болгария, Румыния, Турция, Азербайджан, Армения, Грузия, Израиль, Иран.
- Coremacera confluens Rondani, 1868 — Италия.
- Coremacera fabricii Rozkosny, 1981 — Франция, Бельгия, Италия, Германия, Австрия, Польша, Эстония, Латвия, Литва, Чехия, Словакия, Венгрия, Сербия, Крым, Кавказ.
- Coremacera halensis (Loew, 1864) — Франция, Германия, Австрия, Венгрия.
- Coremacera marginata (Fabricius, 1775)typus — вся Европа от Швеции до Греции и от Испании до Урала, Турция, Иран.
- Coremacera obscuripennis (Loew, 1845) — Турция, Греция (Родос)
- Coremacera scutellata (Matsumura, 1916) — Япония (Окинава).
- Coremacera trivittata (Loew, 1860) — Турция, Болгария, Румыния, Сербия, Австрия, Германия.
- Coremacera turkestanica (Elberg, 1968) — Узбекистан.
- Coremacera ussuriensis (Elberg, 1968) — Россия (Приморский край).